# Cilamaya Hilir
Cilamaya Hilir is een bestuurslaag in het regentschap Subang van de provincie West-Java, Indonesië. Cilamaya Hilir telt 3169 inwoners (volkstelling 2010).